# NGC 1434
NGC 1434 је лентикуларна галаксија у сазвежђу Еридан која се налази на NGC листи објеката дубоког неба.
Деклинација објекта је - 9° 40' 59" а ректасцензија 3h 46m 12,8s. Привидна величина (магнитуда) објекта NGC 1434 износи 14,3 а фотографска магнитуда 15,2.